# Carresse
Pour l’article ayant un titre homophone, voir Caresse.
Pour les articles homonymes, voir Carresse.
Carresse est une ancienne commune française du département des Pyrénées-Atlantiques. En 1972, la commune fusionne avec Cassaber pour former la nouvelle commune de Carresse-Cassaber.

## Géographie
Carresse est situé sur la rive droite du gave d'Oloron.

## Toponymie
Le toponyme Carresse apparaît sous les formes 
Beatus Stephanus de Carressa (980, cartulaire de Lescar), 
Curtis Carreissa (Xe siècle, titres de Pau) et 
Caresse (1793 ou an II).

## Histoire
Paul Raymond note qu'en 1385, Carresse comptait quarante-et-un feux et dépendait du bailliage de Sauveterre. Carresse était une dépendance du diocèse de Lescar. 

## Démographie

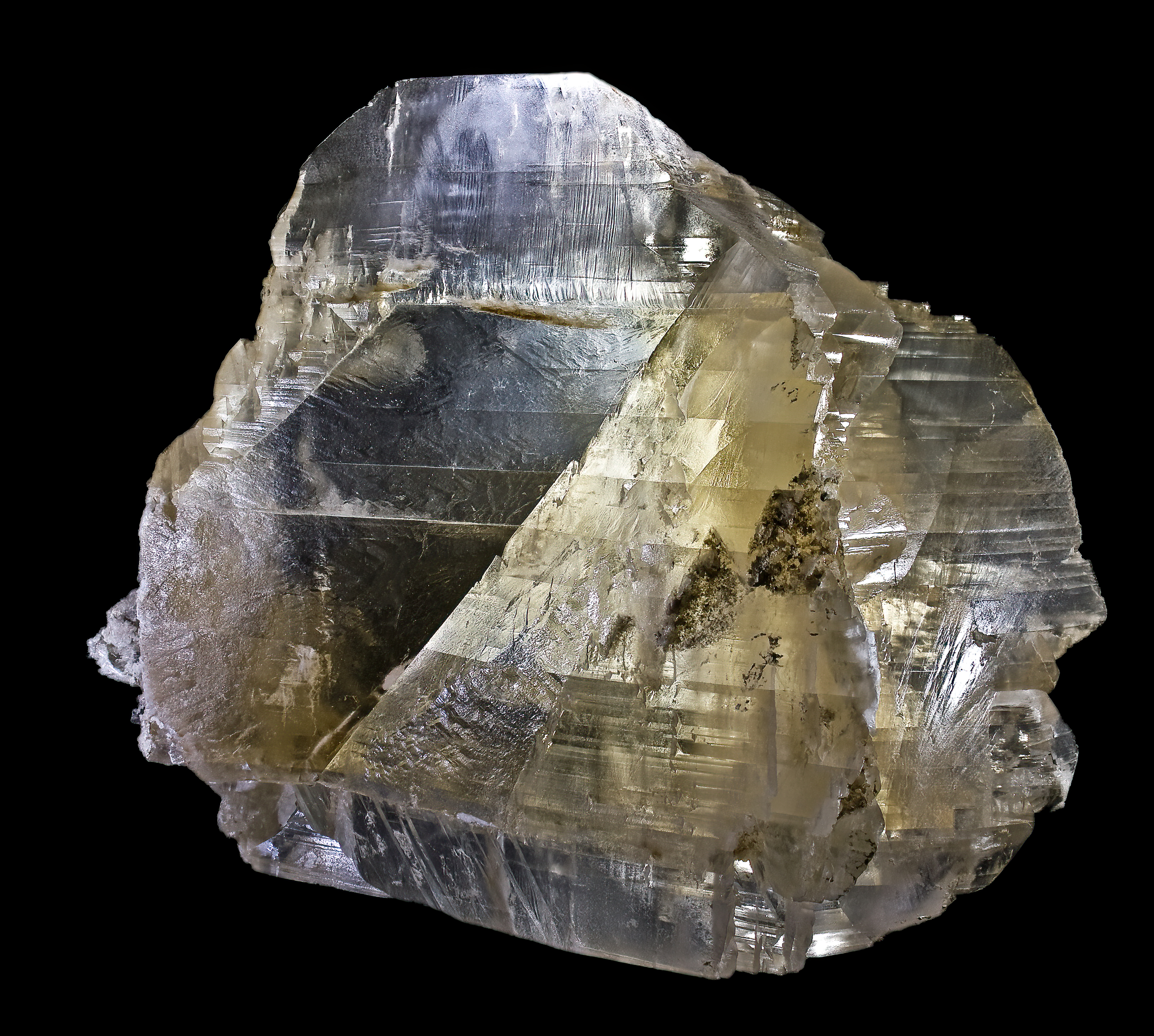
Gypse de Carresse

| 1793 | 1800 | 1806 | 1821 | 1831 | 1836 | 1841 | 1846 | 1851 |
| ---- | ---- | ---- | ---- | ---- | ---- | ---- | ---- | ---- |
| 557  | 559  | 532  | 690  | 722  | 746  | 710  | 699  | 657  |

| 1856 | 1861 | 1866 | 1872 | 1876 | 1881 | 1886 | 1891 | 1896 |
| ---- | ---- | ---- | ---- | ---- | ---- | ---- | ---- | ---- |
| 608  | 590  | 590  | 586  | 588  | 654  | 623  | 650  | 588  |

| 1901 | 1906 | 1911 | 1921 | 1926 | 1931 | 1936 | 1946 | 1954 |
| ---- | ---- | ---- | ---- | ---- | ---- | ---- | ---- | ---- |
| 601  | 611  | 648  | 540  | 567  | 591  | 554  | 530  | 491  |

| 1962 | 1968 | - | - | - | - | - | - | - |
| ---- | ---- | - | - | - | - | - | - | - |
| 551  | 577  | - | - | - | - | - | - | - |

## Culture locale et patrimoine

### Patrimoine religieux
L'église Saint-Étienne, de 1841, fut construite à Carresse en remplacement d'un ancien édifice détruit par la marquise de Montehermoso[réf. nécessaire]. 
À Carresse se trouve un calvaire en pierre d'Arudy offert par la marquise de Monein. 

### Carresse dans les arts
Carresse est cité (orthographié « Caresse ») dans le poème d’Aragon, Le conscrit des cent villages, écrit comme acte de Résistance intellectuelle de manière clandestine au printemps 1943, pendant la Seconde Guerre mondiale.
Paul-Jean Toulet est le grand auteur et personnage de Carresse. Il y a vécu jusqu'à l'âge de 29 ans (1898). Il y a écrit de nombreuses pages de ses romans. Une rue dans le village de Carresse lui est consacrée.